# Le Pirate noir
Pour les articles homonymes, voir Pirate (homonymie).
Vous lisez un « bon article » labellisé en 2024.
Pour plus de détails, voir Fiche technique et Distribution.
Le Pirate noir (The Black Pirate) est un film d'aventures américain muet et en couleurs d'Albert Parker, sorti en 1926, avec pour interprètes principaux Douglas Fairbanks, Billie Dove, Donald Crisp, Sam De Grasse et Anders Randolf.
Dès la présentation en 1922 des premiers films en couleurs naturelles réalisés selon des procédés permettant d'utiliser les projecteurs disponibles dans toutes les salles, Douglas Fairbanks forme le projet d'un film de pirates en couleurs. Mais ce n'est qu'en 1925 qu'il sera le premier producteur à prendre le risque d'un long métrage entièrement tourné avec ce procédé, la société Technicolor ayant suffisamment développé ses capacités de tournage et de tirage. Il affronte non seulement un risque financier, lié au surcoût du procédé et à la fragilité de la pellicule, mais aussi une prévention à l'égard de la couleur, réputée distraire le spectateur de la narration et fatiguer sa rétine.
En raison de ces craintes, Fairbanks choisit d'utiliser non pas les tons saturés sur lesquels Technicolor fondait son argumentaire commercial, mais une palette plus restreinte, inspirée en partie des peintres flamands mais aussi des illustrateurs américains qui avaient popularisé le thème de la piraterie au début du XXe siècle.
Afin de maîtriser le rendu des couleurs, son équipe réalise de nombreux essais pendant plusieurs mois pour arriver à contrôler et coordonner les couleurs de tout ce qui apparait à l'écran, y compris l'océan, simulé en studio. Cette préoccupation conduit également à simplifier l'histoire, ce qui contribue à faire de ce film l'un des plus réussis de Fairbanks. Celui-ci, fidèle à sa réputation de légèreté acrobatique, y réalise certaines de ses cascades les plus célèbres.
Le film rencontre un grand succès international, y compris pour ses couleurs, mais son exploitation est grevée par la fragilité des pellicules, constituées de deux bandes contrecollées. Ce défaut pousse Technicolor à renoncer à ce procédé et à accélérer le passage à une pellicule unique plus résistante, procédé avec lequel seront réalisés certains des derniers tirages du film. Le Pirate noir est en même temps une réussite plastique et commerciale, dont l'ampleur et l'unicité témoignent du rôle moteur joué par Fairbanks dans le cinéma américain de l'époque, et un échec technique, qui constitue une étape décisive de l'évolution du cinéma en couleurs.
Dans ses films suivants, Fairbanks envisagera d'utiliser à nouveau le Technicolor mais y renoncera pour diverses raisons. En 1928, quand la société Technicolor estimera avoir surmonté les difficultés rencontrées avec Le Pirate noir, elle produira à titre de démonstration Les Vikings auquel le film de Fairbanks servira de modèle caché. Le lien qu'il avait imaginé entre les pirates et le Technicolor sera encore exploité par d'autres films à succès, dont Le Cygne noir et Le Corsaire rouge.

## Synopsis
| Couverture de plaquette. · Publicité illustrée. · Publicité illustrée. |

Un galion espagnol est capturé en mer par des pirates qui pillent son contenu et le font sauter. Les seuls survivants sont un duc et son fils Michel, échoués sur une île déserte. Le père meurt et le fils jure de le venger. Une partie des pirates arrive dans l'île pour cacher leur trésor. Michel défie leur chef en duel et le tue. Il se joint ensuite aux pirates et capture seul un navire pour leur prouver sa valeur. Il est alors accepté dans la bande et devient le Pirate noir. À bord du bateau qu'il a capturé se trouve une princesse dont il tombe amoureux. Il la sauve du viol en proposant d'en faire une otage et de demander une rançon. Surpris en train de chercher à la faire s'évader, il est condamné au saut de la planche. Il réussit à s'en tirer indemne, à nager jusqu'au rivage et à rassembler une troupe avec laquelle il revient sauver la princesse en capturant le bateau des pirates. Il révèle alors qu'il est un duc et épouse la princesse.

## Fiche technique
- Titre : Le Pirate noir.
- Titre original : The Black Pirate.
- Réalisation : Albert Parker.
- Production : Douglas Fairbanks.
- Société de production : Elton Corporation.
- Société de distribution : United Artists.
- Directeur général : Robert Fairbanks[2].
- Directeur de production : Theodore Reed[2].
- Idée originale : Douglas Fairbanks (sous le pseudonyme d'Elton Thomas[3]).
- Mise au point du scénario : Lotta Woods[2].
- Directeur de la recherche : Arthur Woods[2].
- Adaptation du scénario : Jack Cunningham.
- Consultants : Dwight Franklin et Robert Nichols.
- Direction artistique : Carl Oscar Borg.
- Artistes associés : Edward M Langley et Jack Holden[2].
- Musique : Mortimer Wilson.
- Photographie : Henry Sharp.
- Personnel Technicolor : Arthur Ball et George Cave[2].
- Technicien maritime : P. H. L. Wilson[2].
- Montage : William Nolan.
- Réglage des combats d'escrime : Fred Cavens (non crédité)[4].
- Trucages : Coy Watson (non crédité)[5].
- Pays d'origine : États-Unis.
- Format : Couleur (2-strip Technicolor) - Film muet -  4/3 - Format 35 mm.
- Genre : Film de pirates.
- Durée : 88 minutes[N 1] (9 bobines[3]).
- Date de sortie :
  - États-Unis, 8 mars 1926 ;
  - Royaume-Uni, 8 mars 1926 ;
  - France, 10 septembre 1926[7].

## Distribution
| Biographies dans le programme-souvenir. · Distribution dans la plaquette française |

- Douglas Fairbanks : Duc d'Arnoldo / le Pirate noir.
- Billie Dove : la princesse Isobel.
- Tempe Pigott : la duègne.
- Donald Crisp : MacTavish.
- Sam De Grasse : le second des pirates.
- Anders Randolf : le chef des pirates.
- Charles Stevens : divers rôles
- John Wallace
- Fred Becker
- Charles Belcher : le chef des passagers.
- E. J. Ratcliffe : le gouverneur.
- Mary Pickford : la princesse Isobel, caméo dans la scène finale du baiser (non créditée)[8],[9],[10].

## Production

### Précédents
Inscrit en 1993 sur le National Film Registry pour son « importance culturelle, historique ou esthétique », Le Pirate noir est considéré comme « un des films muets dont on se souvient le mieux ». Cette réputation repose en partie sur l'intrigue, mais surtout sur le fait qu'il s'agit de l'un des premiers films tournés avec le procédé Technicolor bichrome, alors rare et très coûteux. Le Pirate noir est souvent qualifié de premier « bon » film en couleurs,, d'un « niveau de qualité [de la couleur] jamais vu jusque-là dans un long métrage ». Eu égard aux limitations du procédé utilisé, c'est aussi un « artefact défectueux mais étrangement beau ». Selon son fils, Fairbanks a été « le premier à faire un long métrage en couleurs », en dépit du coût jugé rédhibitoire et des problèmes techniques, passant « une année entière avec des expériences menées en laboratoire pour trouver la combinaison qui serait la plus reposante pour l’œil » et choisissant un parti-pris chromatique auquel « personne n'avait jamais pensé ».

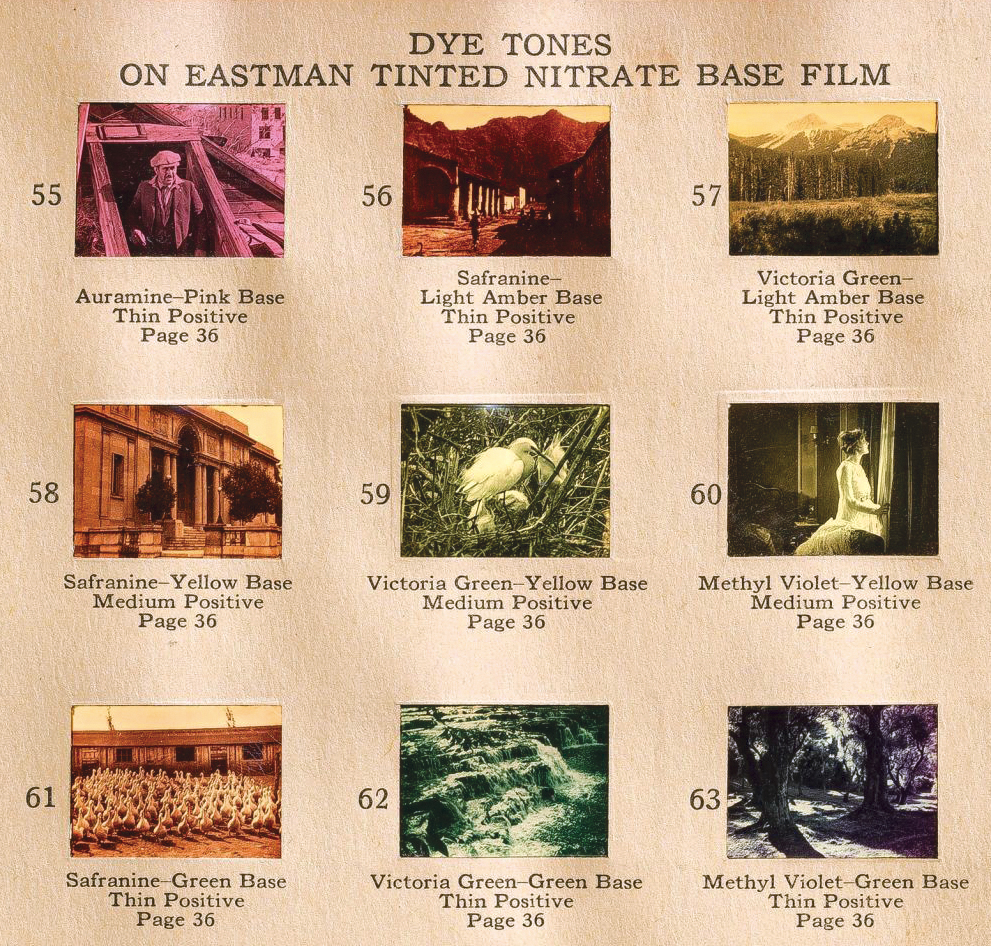
Nuancier Kodak pour le teintage et le virage des films (1927).

Le film n'est pourtant pas, tant s'en faut, le premier à utiliser des couleurs. Celles-ci sont présentes dès les premiers temps du cinéma, non pour parfaire une illusion de réalisme, mais comme une attraction ornementale et spectaculaire,. En 1926, à la sortie du film de Fairbanks, 80 à 85 % des productions cinématographiques comportent des effets de couleur, principalement par teintage ou par virage. Il s'agit de couleurs arbitraires, ajoutées avec des colorants et censées connoter l'ambiance psychologique de la scène. En revanche, les couleurs du Pirate noir sont censées être naturelles, c'est-à-dire produites par la seule empreinte lumineuse du sujet « de telle sorte que les couleurs soient exclusivement choisies et reproduites par des moyens optiques et mécaniques ». L'opposition entre couleurs naturelles et couleurs artificielles remonte à l'introduction dans les années 1910 du premier procédé en couleurs naturelles, le Kinémacolor, prédécesseur du Technicolor et concurrent du procédé Pathécolor par coloriage au pochoir. Cependant, pour des raisons techniques, les procédés prétendument « naturels » du Kinémacolor puis du Technicolor reposent sur une compression simplificatrice, la suppression du bleu, l'une des trois composantes primaires de la couleur, pour ne garder qu'une « bichromie » de rouge et de vert. Le manque de fidélité dans certaines parties du spectre, associé à d'autres problèmes techniques, conduit à la situation paradoxale où les procédés censés conférer aux couleurs une plus grande véracité, voire une qualité « stéréoscopique », présentent à certains égards des résultats plus mauvais que ceux réputés artificiels et subjectifs. Tout comme son prédécesseur, le Technicolor entretient des rapports complexes avec les procédés concurrents, s'opposant à eux tantôt au nom de la distinction entre le naturel et l'artificiel et tantôt au nom de la qualité esthétique du résultat, la couleur cinématographique étant alors comparée à celle de la peinture des « vieux maîtres ».
Le Technicolor no 2 utilisé pour le film de Fairbanks est un procédé de rendu des couleurs naturelles par bichromie mis au point en 1921 et qui représente alors un progrès significatif par rapport au Technicolor no 1, pour l'exploitation duquel la société Technicolor avait été constituée en 1915. Le procédé no 1, bichrome comme son successeur, avait l'inconvénient de nécessiter la projection séparée des enregistrements vert et rouge, les deux images se superposant à l'écran, par synthèse additive, avec d'inévitables franges colorées dès que le sujet était en mouvement,. Au contraire, dans le procédé no 2, dit par synthèse soustractive, les enregistrements rouge et vert sont encollés dos-à-dos pour ne constituer qu'une seule bobine, exploitable avec le modèle de projecteur disponible dans toutes les salles.
| Photogramme de personnage féminin. · Photogramme de paysage marin. |

Le Pirate noir n'est toutefois pas le premier film de fiction en bichromie soustractive, cette primauté revenant à La Glorieuse Aventure, réalisé par James Stuart Blackton en Prizma Color et sorti en 1922. Ce n'est pas non plus le premier film entièrement réalisé en Technicolor no 2, puisqu'il est précédé par Fleur de lotus de Chester M. Franklin, un moyen métrage sorti également en 1922 et produit par la société Technicolor pour faire valoir son procédé.
La Glorieuse Aventure démontre la capacité du procédé Prizma Color à reproduire avec délicatesse les tons de chair, tout en s'exposant à des reproches pour des « effets de vitrail » qui semblent directement dérivés des vues de lanterne magique et pour des coloris de costumes et d'arrière-plans mal proportionnés, Bernard Eisenschitz estimant même que « tous les critiques » en condamnent les couleurs.
| Photogramme de personnage féminin. · Photogramme de paysage marin. |

De son côté, Fleur de lotus présente une image bien définie et stable, avec des tons orangés et rouges éclatants, mais une tendance au marron et à l'empâtement dans le rendu des extérieurs végétaux et des lointains. Répétant les choix des inventeurs du Kinémacolor, les ingénieurs de Technicolor donnent la priorité aux tons de chair et sacrifient le bleu de la mer et du ciel,, ce qui entraîne une « coexistence paradoxale du naturel et de l'ornemental »,. Ces deux films sont accueillis avec enthousiasme par les professionnels et contribuent à créer une demande pour les couleurs naturelles, en raison de la disparition des effets de franges colorées des procédés précédents et de la beauté de la bichromie soustractive, perçue comme procurant « tout ce qui peut être désiré », particulièrement le rendu des tons de chair qui acquièrent la qualité « d'exquises » peintures « dotées de vie ». Mais il faudra attendre quatre ans pour que sorte un second film entièrement réalisé en Technicolor, qui sera celui de Fairbanks.
| - Scène en Technicolor des Dix Commandements. - Photogramme du Vagabond du désert avec Billie Dove. |

Les difficultés de tirage de ces films trahissent le caractère encore expérimental des procédés. Il faudra attendre quatre mois après la première de Fleur de lotus pour que le film soit distribué. Ces problèmes logistiques conduisent Technicolor à augmenter la capacité de développement de son usine de Boston, à ouvrir un petit laboratoire à Hollywood, puis à solliciter des producteurs pour obtenir le travail nécessaire pour alimenter cette capacité de production accrue. Herbert Kalmus, le président de Technicolor, propose à D. W. Griffith de tourner à ses frais des séquences en couleurs pour le film Les Dix Commandements en 1923. Leur succès auprès du public convainc Jesse Lasky, le dirigeant de Paramount, de prendre le risque de signer avec Technicolor en novembre 1923 un contrat pour un western comportant plusieurs scènes en Technicolor, Le Vagabond du désert, qui sort en 1924 et dont la « beauté picturale » est saluée par la presse,,. La critique du New York Herald Tribune note cependant qu'il est impossible de se concentrer sur l'histoire alors que défilent « des images bien plus belles que les œuvres des grands maitres ». Son réalisateur, Irvin Willat, veille particulièrement à l'équilibre chromatique du film, cherchant à éviter les tons de rouge et de vert trop brillants et ne se séparant pas durant le tournage de nuanciers aquarellés de référence. Il tire parti de la cohérence entre la palette du Technicolor et les tons d'orange et de vert du Sud-Ouest des États-Unis. Le succès du film est toutefois mitigé par plusieurs facteurs : Technicolor met plus d'un an à livrer les 280 copies commandées par Paramount, le coût du tirage couleur est élevé et le procédé d'encollage de deux films dos-à-dos rend les copies fragiles.
Malgré l'intérêt qu'il suscite, le procédé Technicolor reste, avant Le Pirate noir, peu utilisé par l'industrie cinématographique, qui continue à lui préférer le teintage et le virage, voire pour certains effets spéciaux le coloriage, et à réserver son emploi à des séquences particulières, par exemple dans Ben-Hur des scènes bibliques construites frontalement comme des tableaux. La réticence des studios est due au coût et aux limitations de production du tirage Technicolor, ainsi qu'à des craintes sur l'effet potentiellement délétère des couleurs naturelles, réputées fatiguer le spectateur et le distraire de la narration.

### Prémices
| - Couverture d'Howard Pyle (1921). - Couverture de Frank Schoonover (1922). - Couverture de N. C. Wyeth (1922). |

Le projet du Pirate noir naît plus de trois ans avant son tournage, dans le contexte d'une vogue littéraire du thème des pirates aux États-Unis, qui s'intègre elle-même dans une « culture commerciale de Peter Pan », marquée par le désir de jeunes Blancs urbains de ne pas grandir, d'exercer leur travail comme un jeu et de pouvoir attribuer leur réussite sociale à leur éternelle juvénilité,. Cette vogue se traduit par le développement d'un stéréotype visuel du « pirate mythique », un mélange de marin du XVIe siècle et de gitan ayant pour attributs un foulard sur la tête, une boucle à l'oreille et une écharpe à la taille, créé par Howard Pyle, qui forme et inspire les dessinateurs Maxfield Parrish et N. C. Wyeth.
Fairbanks associe dès l'origine le projet d'un film de pirates à celui d'un film en couleurs. Avant la sortie de Fleur de lotus, l'acteur et producteur s'était pourtant montré sceptique sur l'intérêt de ce type de procédé, déclarant qu'il ne s'agissait que d'un « fétiche » et que l'ajout de couleur serait aussi peu utile que de « mettre du rouge à lèvres à la Vénus de Milo »,. Après avoir assisté à la première du film de Franklin, il contacte Kalmus, se montre intéressé par le procédé et lie régulièrement par la suite le projet d'un film de pirates à celui d'un film en couleurs. Il déclare ainsi en janvier 1923 : « Tous les films de pirates que j'ai vus sont décevants parce qu'ils sont en noir et blanc. La couleur est le thème et la saveur de la piraterie. »
| - Illustration de Parrish (1919). - Affiche d'Anton Grot (1924). - Prologue du Voleur de Bagdad. |

Fairbanks affirme en 1923 que le film ne sera pas tourné dans les tons de rouge et de vert qui ont, selon lui, gâché d'autres productions, mais dans des tons pastel à la manière d'un tableau de Maxfield Parrish,, une référence très différente de ce qui sera la tonalité chromatique du Pirate noir, mais qui évoque le prologue teint du Voleur de Bagdad. Maxfield Parrish, l'un des plus célèbres illustrateurs américains des années 1920, est surtout connu pour l'utilisation d'un bleu de cobalt « féérique » — le bleu Parrish — entouré de tons pastels, comme dans l'illustration ci-contre, ainsi que pour son traitement joyeux d'histoires enfantines qui lui vaut le surnom de « Peter Pan de l'illustration ». Fairbanks l'engage d'abord comme directeur artistique pour Le Voleur de Bagdad avant de renoncer à cette collaboration, les projets du peintre s'avérant irréalisables. Le film n'en sera pas moins présenté comme empreint de la « sensation d'un riche bleu Parrish », présente notamment dans son affiche, souvent mais indûment attribuée à cet artiste.
| - Fairbanks et Jackie Coogan durant le tournage du Kid (1921). - Fairbanks « apportant » Ernst Lubitsch à Hollywood (1923). - Fairbanks, Pickford et Knoblock travaillant sur le scénario du film en 1923. |

Jackie Coogan affirmera plus tard avoir donné en 1922 à Fairbanks l'idée du Pirate noir, en lui faisant l'éloge du Livre des pirates d'Howard Pyle qu'il venait de lire et dont Douglas Fairbanks aurait immédiatement tiré, selon lui, un premier brouillon de scénario,. De son côté, Ernst Lubitsch, considéré à l'époque comme un spécialiste du film historique en costume, déclare en novembre 1922, après avoir été invité à Hollywood par Mary Pickford, l'épouse de Douglas Fairbanks, qu'il va diriger ce dernier dans une « romance de cape et d'épée du temps des pirates » dont l'acteur, de son côté, dit n'avoir encore qu'une idée vague. Il est alors question de confier l'écriture du scénario à Edward Knoblock et le premier rôle féminin à Evelyn Brent,. Fin 1922, Fairbanks est obnubilé par le film de pirates projeté et Mary Pickford lui offre pour Noël une maquette ancienne de galion.
Durant l'année 1923, la presse cinématographique fait état de nombreuses rumeurs sur le lancement imminent de la production du film de pirates. En début d'année, on peut y lire qu'il sera dirigé par Lubitsch ; puis que cette tâche sera confiée à Raoul Walsh,, Lubitsch ayant commencé à travailler sur Rosita avec Mary Pickford,. Un peu plus tard, on apprend que Fairbanks a engagé Dwight Franklin, un concepteur de dioramas considéré comme un spécialiste de la piraterie, ; puis que le commencement du tournage est proche, que le titre de travail est The Black Pirate et qu'il s'agit d'un film de mer à grand budget situé au Moyen-Âge.

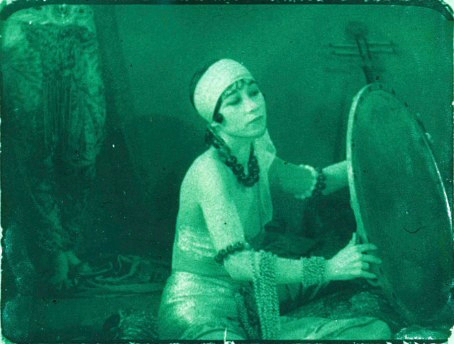
Essai Technicolor durant le tournage du Voleur de Bagdad dont le directeur de la photographie, Arthur Edeson, multiplie les expérimentations sur la couleur,,.

La presse commence aussi à faire état du film qui deviendra Le Voleur de Bagdad, en peinant à distinguer les deux projets. Selon une source, Fairbanks mène de front celui du film de pirates et un autre situé dans un « cadre arabe », tandis que pour une autre, il ne travaille que sur un seul et même film, dont le titre et l'argument orientaux dissimulent les emprunts du scénario au Capitaine Blood de Sabatini,. Quelques semaines plus tard, Fairbanks explique qu'il a décidé d'incorporer certaines des idées développées pour son film de pirates dans celui à thème oriental, dont la réalisation sera confiée à Walsh. Le film de pirates est reporté en raison notamment du nombre de tournages en cours dans ce genre (dont Peter Pan, Les Étrangers de la nuit, L'Aigle des mers et Le Capitaine Blood), mais aussi parce que les procédés couleur disponibles ne satisfont pas Fairbanks. Il hésite à l'époque entre le Prizma Color et le Technicolor. Bien que le second ait rencontré un plus grand succès et qu'il présente un avantage du point de vue de la netteté et de la rapidité de tournage, il pèche en matière de fidélité des couleurs : « le brun rouge domine, les jaunes et les bleus clairs ne sont pas rendus comme par le procédé Prizma », ce qui pose problème s'il s'agit d'obtenir une palette comme celle de Maxfield Parrish. Fairbanks fait des essais avec les deux procédés, et se rend compte que les problèmes sont logistiques tout autant que chromatiques. Il n'existe pas avant 1924 en Californie de laboratoire pour développer et tirer des copies de films en couleurs, celui de Prizma se situant à Brooklyn et celui de Technicolor à Boston, ce qui entraîne notamment une attente de quinze jours pour le résultat des essais Prizma. En outre, les capacités de tirage sont encore limitées. Albert Parker, le réalisateur du Pirate noir, confirmera en 1926 que Fairbanks n'avait renoncé à tourner le film en 1923 que parce qu'il ne pouvait pas le faire en couleurs,.

### Préproduction
En 1925, le contexte a suffisamment évolué pour conduire Fairbanks à envisager de produire son film de pirates en couleurs. Un tel film à gros budget entièrement en couleurs est une aubaine pour Technicolor mais un risque important pour Fairbanks.
| Photographie d'exploitation coloriée. · Photographie d'exploitation coloriée. · Gravure sur bois. |

Dès la naissance du projet d'un film de pirates, en 1922, Fairbanks affirme que la couleur est « le thème et la saveur de la piraterie », car les pirates « suggèrent la couleur à l'imagination » et qu'il serait « impossible de filmer de manière satisfaisante en noir et blanc une histoire qui leur soit consacrée ». Joshua Yumibe explique cette fonction de la couleur en faisant appel aux analyses de Walter Benjamin sur la gravure sur cuivre en couleurs des albums pour la jeunesse. Selon Benjamin, la couleur y ouvre un espace de jeu qui « plonge l'imagination en elle-même » en favorisant ce qu'il appelle une « innervation », une « imitation mimétique de l’œuvre par le spectateur ». Selon cette analyse, la fonction de la couleur n'est pas de créer une illusion de réalité, mais une expérience sensuelle d'enchantement, de « profondeur stéréoscopique »,,.
En dépit de cette intention, Fairbanks estime, comme d'autres cinéastes américains de son époque, que la couleur est une distraction qui présente, outre le risque de fatiguer le public, celui « d'enlever toute attention au jeu et à l'expression faciale, en tachant et en embrouillant l'action ». Il partage ainsi une suspicion à l'égard de la dimension sensuelle, spectaculaire, métaphorique, voire ornementale de la couleur. Il évoque ce qu'il appelle des « doutes conventionnels » à propos de celle-ci, en particulier l'idée qu'elle « militerait contre la simplicité et l'action directe » du noir et blanc. Ces doutes sont notamment ceux de Cecil B. DeMille selon lequel la couleur doit être discrète pour ne pas gêner la narration, l'œil du spectateur ne pouvant « supporter une trop grande tension » et la variété des couleurs distrayant l'attention de l'histoire.
Cette prévention à l'égard de la couleur remonte notamment à un conflit commercial dans les années 1900-1910 entre les films coloriés au stencil de Pathé et ceux en noir et blanc de ses concurrents américains, dans le contexte d'évolutions culturelles spécifiquement américaines, tels l'essor de la similigravure aux dépens de la chromolithographie et celui d'une esthétique « viriliste » de l'authenticité au détriment d'une dilection prétendument féminine pour l'imitation. Cette esthétique se traduit par une préférence pour le jeu vraisemblable par opposition à celui « histrionique », mais aussi par un usage modéré de la couleur, ne distrayant pas de la narration, pour apporter un réalisme psychologique plutôt qu'optique,.

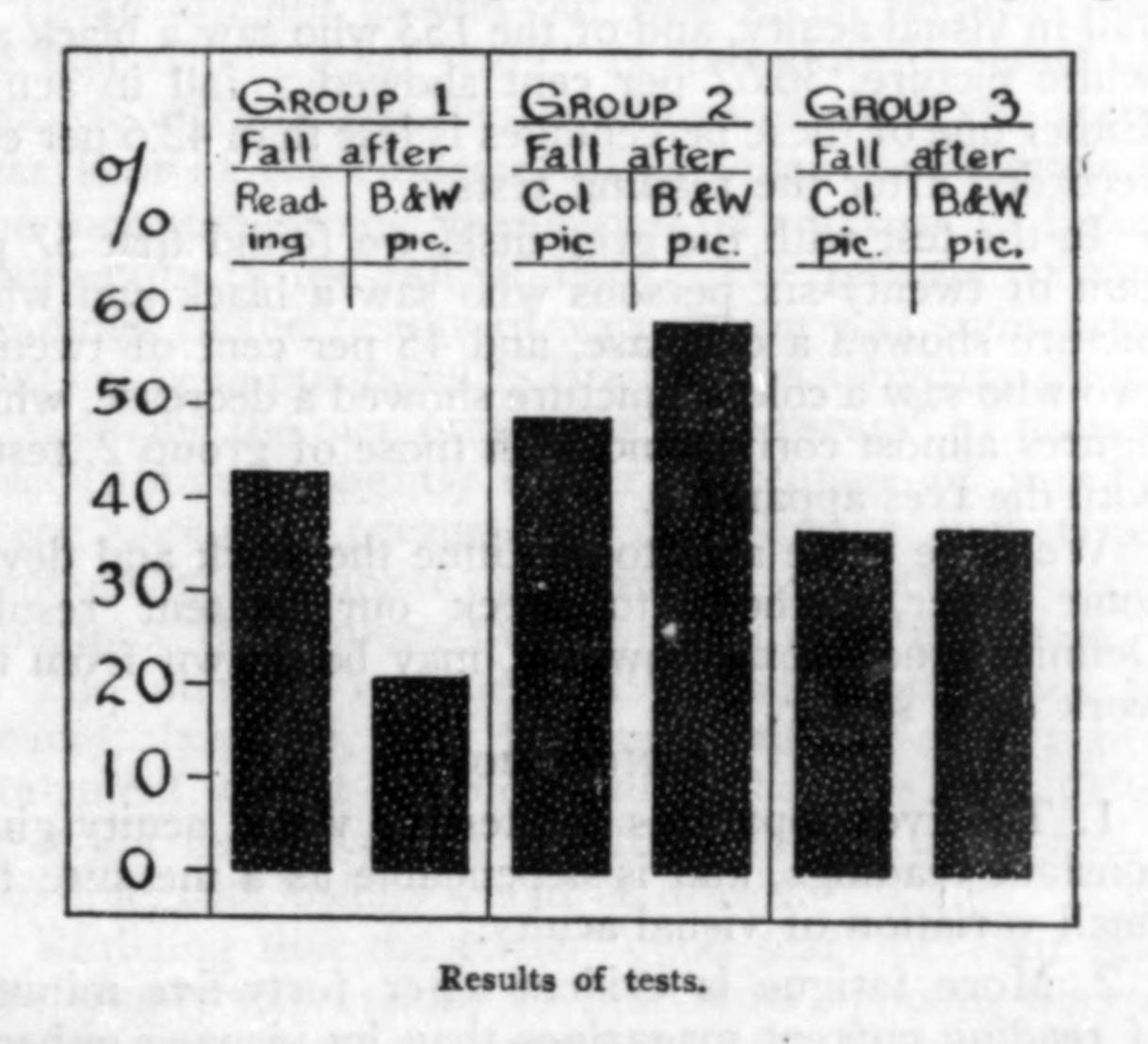
Tableau des résultats de l'étude d'Irvine et Weymann.

En mai 1925, avant de confirmer sa décision et sur le conseil de Kalmus, Fairbanks fait donc réaliser par deux professeurs universitaires d'ophtalmologie, Ray Irvine et M. F. Weymann, une étude de l'effet comparé sur la fatigue visuelle d'un film en couleurs (Le Vagabond du désert) et d'un film en noir et blanc (Don X, fils de Zorro),. Il en ressort que, contrairement à un préjugé de l'époque lié aux franges colorées des premiers films en synthèse additive, non seulement il est plus fatigant de lire un journal pendant 45 minutes que de visionner un film en noir et blanc ou en couleurs, mais en outre, un film en Technicolor n'est pas plus fatigant pour les yeux qu'un film en noir et blanc et semble au contraire l'être moins,,.

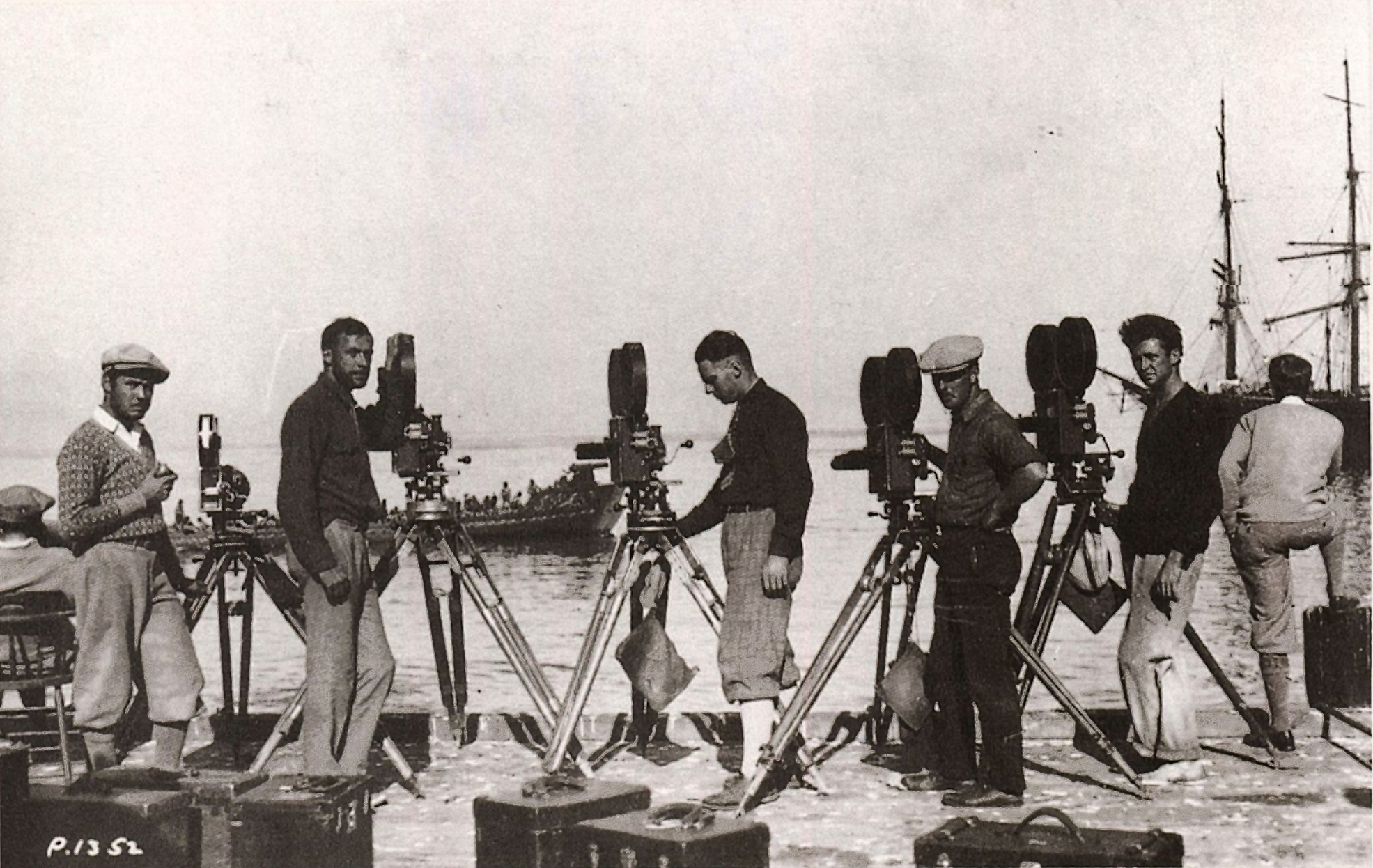
Fairbanks obtient pour sécuriser le tournage quatre des sept caméras Technicolor existantes.

En juillet 1925, Kalmus se rend à Hollywood pour deux semaines afin de discuter avec Fairbanks, son frère Robert et leur directeur de production, Ted Reed. Ces derniers font valoir que le film allait coûter un million de dollars. Ils demandent des garanties à  Technicolor sur sa capacité à livrer des tirages de qualité satisfaisante. Pour résoudre la difficulté, la société d'ingénierie Kalmus, Comstock & Wescott, Inc., qui avait mis au point tous les procédés industriels utilisés par Technicolor, s'engage à fournir les tirages couleur en cas de défaillance de Technicolor. Fairbanks obtient aussi un prix spécial pour la pellicule couleur ainsi que la mise à sa disposition de quatre des sept caméras Technicolor alors existantes, de telle manière que chaque plan puisse être tourné avec deux caméras Technicolor placées côte à côte et équipées d'objectifs de même focale, tandis que deux autres caméras étaient prêtes pour les remplacer en cas de problème.

Le réalisateur Albert Parker, partageant le préjugé « chromophobe » d'Hollywood, a d'abord une réaction négative au projet de film en couleurs : 

« Quand [Fairbanks] m'a dit qu'il allait faire Le Pirate noir en couleurs, je me dis : Oh mon Dieu… La couleur est épouvantable… On avait fait à l'époque La Glorieuse Aventure, horrible. »

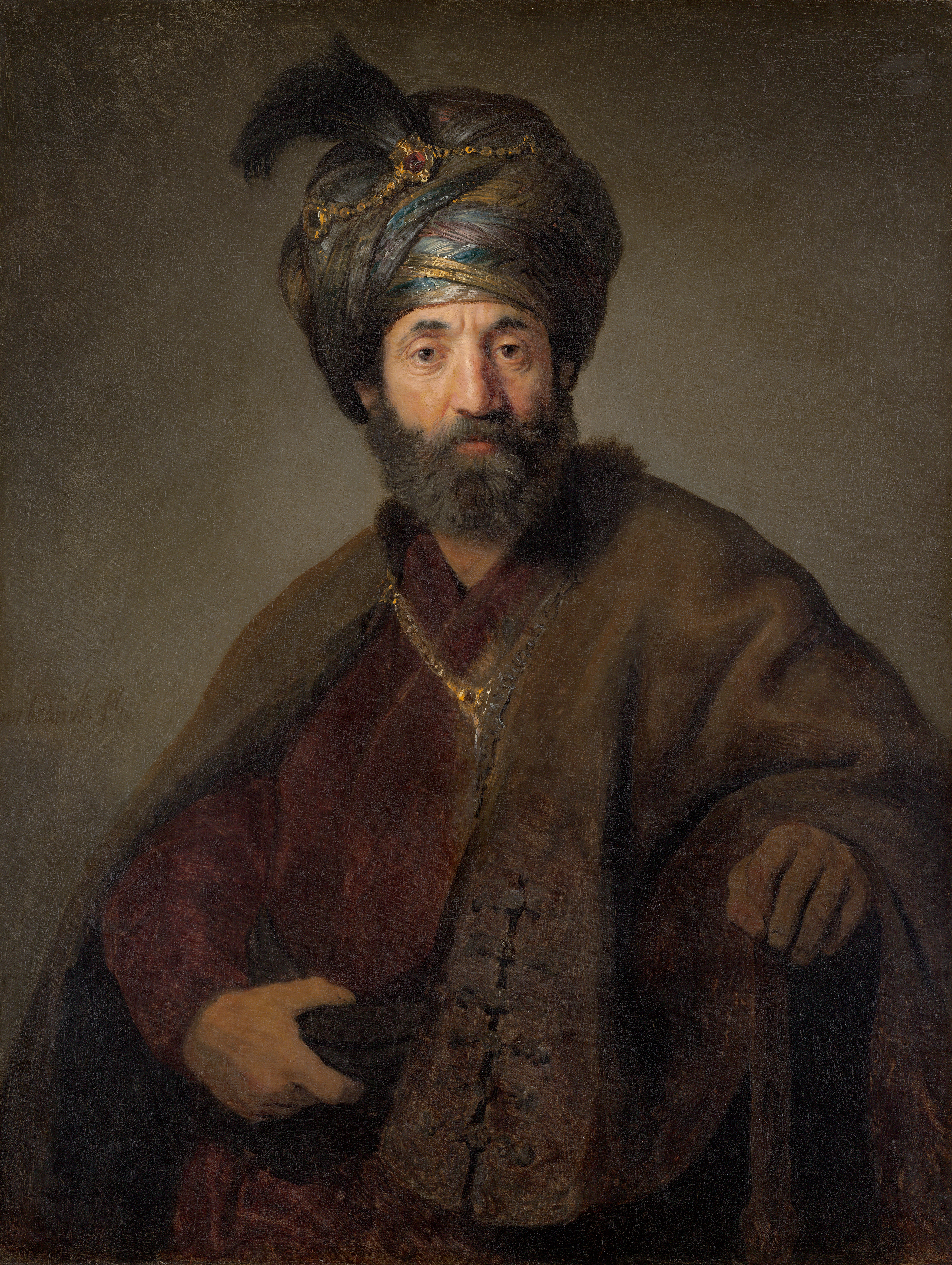
Portrait présumé du corsaire juif Samuel Pallache par Rembrandt.

Toutefois, en visitant à la bibliothèque Huntington de Pasadena une exposition de tableaux de « vieux maîtres », Rembrandt en particulier, Parker trouve une solution pour éviter que le film ne ressemble à une « carte postale bon marché »,. Il fait venir Fairbanks qui partage son avis : « pas de couleurs vives, mais des tons calmes, mélangés et atténués », de manière que le spectateur ne soit même pas conscient de la coloration,. Fairbanks aurait en particulier remarqué, à l'examen des tableaux de Rembrandt de la collection Huntington, une subordination des coloris à l'harmonie et l'unité de la composition d'ensemble, les tons saturés étant masqués et harmonisés par une ombre neutre de telle manière qu'aucune tache de couleur n'attire l'attention mais que la seule impression d'ensemble soit celle d'une retenue,. Fairbanks oppose Rembrandt, qui « s'occupait principalement de compositions théâtrales qu'il présentait dans des tons discrets, tel un brun doré », à Gainsborough, qui pouvait d'autant plus aisément être un grand coloriste que ses sujets étaient au repos et qu'il ne devait pas suggérer le mouvement.
| Couverture en zincographie d'après photo. |

Malgré ces références aux tableaux des « grands maîtres », qui seront fréquemment reprises par la communication de Fairbanks, les critiques du film évoqueront plutôt, à propos de l'utilisation parcimonieuse des teintes vives au profit de coloris sourds, l'influence des illustrateurs américains de l'école d'Howard Pyle, en particulier Maxfield Parrish,.
Technicolor entreprend alors « des essais avec six niveaux différents de couleur, allant d'un niveau de saturation à peine plus teinté que le noir et blanc au rendu le plus saturé dont le procédé Technicolor était capable »,, au terme desquels Fairbanks choisit d'employer une palette très « restreinte » et désaturée.
| Double page illustrée de périodique. · Photo de tournage, Fairbanks maquillé. |

Pour déterminer comment restreindre la couleur, comment travailler sans bleu et sans jaune et comment s'assurer que la couleur enregistrée sur le film correspond bien à ce qui est désiré, l'équipe de Fairbanks, avec le concours de techniciens de Technicolor, se lance dans un programme de recherches préalables qui dure plusieurs mois, coûte 125 000 dollars et conduit à exposer 18 000 mètres de film,,.
| - Le Gulf Stream de Winslow Homer. - Blake's Return after Capturing the Plate Ships de Frank Brangwyn. |

Selon Fairbanks, ces expérimentations montrent que la prise de vues en couleurs « enregistre ce qu'on lui présente avec une avidité telle que le problème n'est par d'arriver à la nourrir suffisamment, mais de ramener les tons à des teintes douces, presque neutres ». C'est pourquoi ne sont utilisés « que les verts sombres, les teintes argentées, et les jaunes de chrome, sur des fonds de mers gris-vert, de dunes de sables grisâtres et des ciels lavés en tons neutres », afin d'obtenir un effet général qui soit « plutôt chaleur que couleur, animation plutôt que véritable pigmentation », « une vision plus douce, qui enveloppe les pointes et les contours aigus, […] embellit et glorifie, comme l'oeil de l'idéaliste ; en un mot, [un] effet de peinture impressionniste ». Il déclare en février 1926 à un journaliste : « Certaines couleurs comme le violet ne peuvent pas du tout être photographiées. Par conséquent, l'effet de ce procédé n'est pas du tout naturel, même si on parle à son sujet de couleurs naturelles. Notre problème a donc été de surmonter cette artificialité par un artifice ».
Appliquant ce qu'ils considèrent être un principe de Rembrandt, ne mettre des couleurs vives que dans les ombres pour les atténuer, les opérateurs de Fairbanks s'appliquent également à les atténuer en les reléguant à l'arrière-plan : « par exemple, il y avait en permanence des peintres qui se tenaient prêts à intervenir, de telle manière que si un homme vêtu de couleur claire était contraint par les nécessités de l'action à se rapprocher de la caméra, il était immédiatement revêtu d'une poussière de couleur plus sombre ». En application du choix de privilégier le vert et le brun, seules de très rares touches de rouge étaient autorisées sur le plateau, pour marquer le sang ou le feu, et leur présence à l'écran était si brève que leur effet était « plus mental que visuel ».
Parker, conscient de la difficulté de rendre le bleu du ciel, estime qu'il faut prendre le film comme une « idéalisation » artistique où les ciels sont « presque blancs, avec tout juste une très légère touche d'un brun chaud ». En revanche il reconnaît qu'une scène où il est nécessaire que le ciel soit bleu n'est pas des plus réussies. Il fallut également teinter des milliers de litres d'eau pour qu'elle apparaisse à l'écran de la couleur souhaitée,.
| - Essai-couleur de Billie Dove. - Essai-couleur de Mary Pickford. - Scène du baiser. - Fairbanks et Pickford. |

Selon Thorp, « tous les moments libres » des six mois précédant le tournage sont consacrés à des essais-couleur pour les décors, le maquillage et les costumes. Ces tests montrent rapidement que la même peinture ne donne pas sur la pellicule la même couleur selon qu'elle est appliquée sur deux supports diiférents, mais que deux teintes peuvent s'accorder sur la pellicule alors qu'elles se heurtent dans la réalité. Les murs des studios sont peints d'échantillons de toutes les teintes pour apprécier le rendu de chacune d'entre elles, et construire à partir de là une charte de couleurs afin de déterminer de quelle couleur un objet doit etre peint ou teint, pour obtenir à l'écran le résultat souhaité. Ce processus est compliqué par le fait que le rendu des couleurs change selon que l'éclairage est naturel ou artificiel. Au vu de cette compilation de nuanciers, la décision est prise de peindre ou teindre tous les costumes, les décors et les accessoires afin d'en contrôler le rendu chromatique. À propos des essais-couleur, Albert Parker développe la notion de « personnalité couleur », expliquant que des acteurs cinégéniques en noir et blanc ne le sont pas nécessairement aussi en couleurs, mais qu'il paraît difficile de caractériser ce qui donne une bonne personnalité couleur autrement que ce qu'il appelle une « qualité de l'âme », alors que la cinégénie en noir et blanc se réduit pour l'essentiel à la géométrie du visage. De manière « déconcertante », sur 300 essais-couleur pour le rôle féminin principal, seuls une douzaine ont révélé de véritables personnalités couleur, d'une grande variété.
De leur côté, les ingénieurs de Technicolor ajustent le tirage couleur afin qu'il corresponde aux attentes de Fairbanks. Pour ce faire, à l'initiative d'Arthur Ball et en dépit de leur préférence personnelle pour des coloris plus saturés, ils emploient des « colorants noircis » (blackend dyes) pour teindre les bandes-couleur, c'est-à-dire des colorants auxquels du noir a été ajouté afin de « moduler » leur brillance. Kalmus note à quel point le résultat correspond à l'effet recherché : les tons chair sont plus doux, les excès de rouge sont atténués et les tirages « présentent une absence de grain, une douceur de texture, ainsi qu'une netteté et une clarté des visages qui sont hautement satisfaisantes ».

Au total, comme le remarque Vachel Lindsay, le défi que représente l'emploi de la couleur dans le film est révélateur du rôle moteur de Fairbanks dans le cinéma hollywoodien,. Selon Jeffrey Vance, 

« Le Pirate noir est le film le plus soigneusement préparé et le mieux contrôlé de toute la carrière de Fairbanks. C'est l'exemple parfait de ce que pouvaient produire l'art et la science cinématographique à Hollywood dans les années 1920 […] démontrant la position prédominante [de Fairbanks] dans l'industrie du cinéma. Lui seul à l'époque disposait du sens artistique, de la vision, du courage et des moyens financiers pour conduire à terme le plus important long métrage muet conçu entièrement pour être en couleurs. »

### Scénario

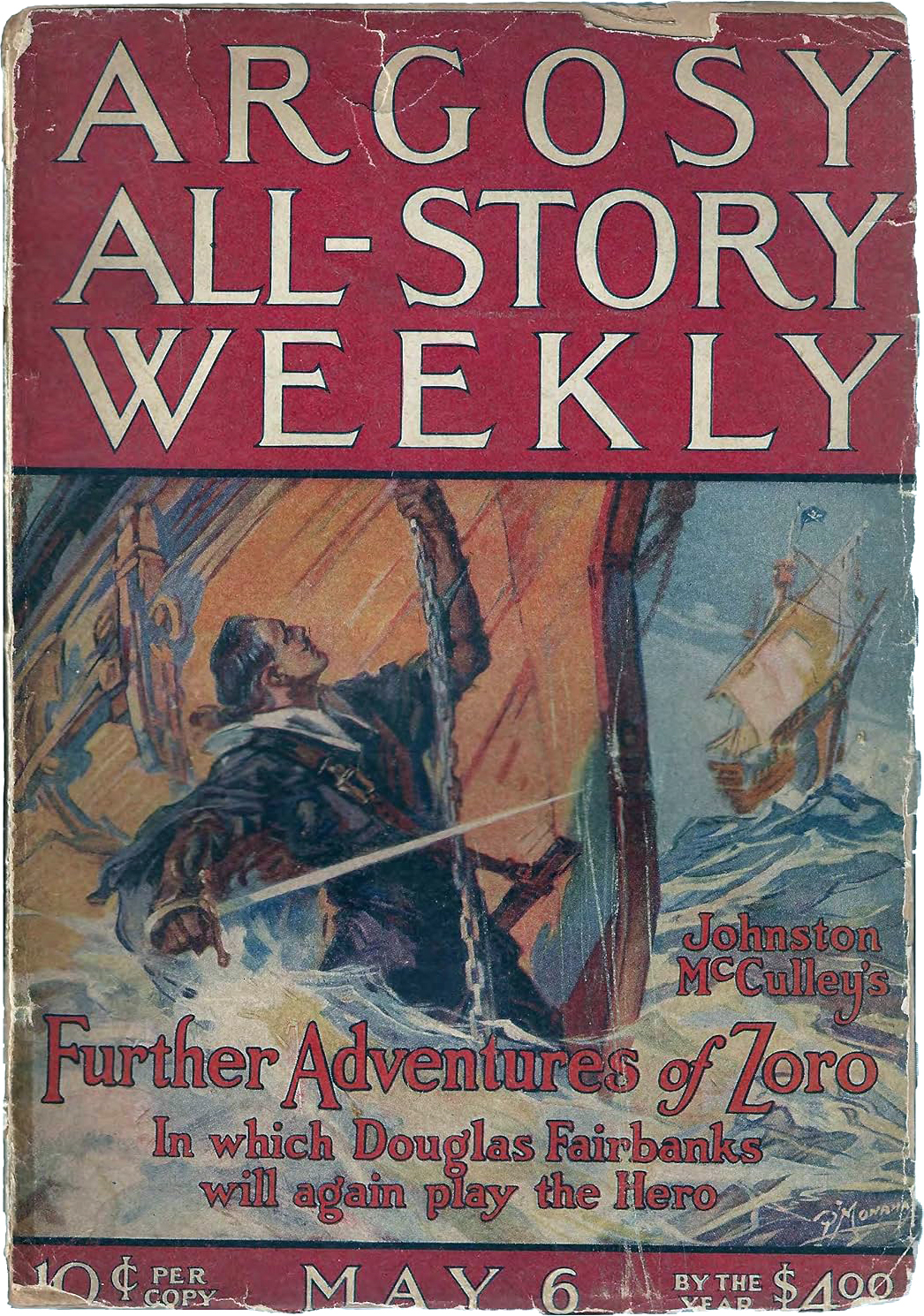
Première livraison du roman feuilleton The Further Adventures of Zorro de Johnston McCulley en mai 1922, avec l'annonce en couverture que Fairbanks va bientôt jouer le rôle du héros.

Après le succès du Signe de Zorro en 1920, Fairbanks invite au début de l'année 1922 Johnston McCulley, l'auteur du roman dont est tiré ce film, à lui proposer un nouveau sujet. McCulley présente différentes idées, parmi lesquelles une suite de Zorro avec des pirates et une histoire de chevalerie (qui deviendra après modification Robin des Bois). La presse spécialisée s'empresse d'annoncer que le prochain film de Fairbanks sera une aventure de Zorro avec des pirates, mais la nouvelle est démentie au bout d'un mois. Il est toutefois prévu que l'histoire, intitulée The Further Adventures of Zorro soit publiée en feuilleton, pour que le film à venir, interprété par les mêmes acteurs que Le Signe de Zorro, puisse s'appuyer sur le succès escompté auprès du lectorat. Fairbanks achète les droits de l'histoire en 1922 et en réutilisera plusieurs éléments dans le scénario du Pirate noir, dont le personnage joué par Donald Crisp, la capture de l'héroïne par les pirates, les acrobaties de Fairbanks dans les voiles du bateau et l'intervention finale de ses acolytes,. Le Pirate noir reprend aussi les stéréotypes de l'identité secrète du héros et de la supériorité d'un ordre politique normatif sur sa négation violente par les pirates.
| Pirate de Pyle. · Pirates de Pyle. · Pirates de Wyeth. |

Le synopsis du film s'inspire, outre l'histoire de McCulley, d'un scénario intitulé The Black Pirate écrit en 1923 pour Fairbanks par Eugene Wiley Presbrey, ainsi que d'éléments de L'Île au trésor de Robert Louis Stevenson et de Pater Pan de J. M. Barrie,. Malgré ces emprunts, la paternité du synopsis du film est revendiquée par Fairbanks, comme pour la plupart de ses films, sous le nom de plume (formé de ses deuxième et troisième prénoms) d'Elton Thomas. La version finale est toutefois élaborée en collaboration avec le scénariste Jack Cunningham et Lotta Woods, la secrétaire et correctrice de scénarios de Fairbanks.
Ce n'est toutefois pas à proprement parler un scénario détaillé : selon une affirmation publiée dans le New York Times et attribuée à Ted Reed, le directeur de production de Fairbanks, ou à Fairbanks lui-même, « il n'y a pas de scénario », mais seulement un découpage technique (set plot) et un plan de tournage (shooting schedule) où l'action est résumée en moins de 2 000 mots et qui ne traite que de l'essentiel de l'action, ce qui laisse à Fairbanks plus de marge d'improvisation durant le tournage. De son côté, Albert Parker estime que le souci d'équilibrer l'utilisation de la couleur pour donner au spectateur la sensation du monde des pirates et le développement d'une intrigue ont conduit à limiter cette dernière à une « succession de situations », la trame narrative étant réduite à un simple fil. Selon Bernard Eisenschitz, la simplification de l'histoire et le ralentissement de son rythme ont pour objet de concentrer l'attention du spectateur sur les couleurs. Paul Rotha, quant à lui, considère ce film comme un des meilleurs de Fairbanks et y voit « une collection de situations impossibles dans des décors merveilleux ».

La simplification du scénario se traduit par un nombre réduit de scènes, 750 contre 1 000 à 3 000 en moyenne pour un long métrage, et d'intertitres (seulement 78). Elle constitue, selon Ralph Hancock, une des principales qualités du film. Jeffrey Richards, pour la même raison, le considère comme un des meilleurs de Fairbanks : 

« Ni basé sur un roman classique, ni grevé d'intrigues de cour, c'est entièrement une création cinématographique : un film léger comme l'air, gracieux comme une pavane, joyeux comme une journée d'été […] Tout comme la conception de sa production, le contenu de l'histoire est rigoureusement stylisé. C'est une distillation de tous les mythes de pirates. »

### Décors
| Photo, Fairbanks; Borg et Parker. · Photo de tournage. · Fairbanks et Franklin. |

La direction artistique du film est confiée à Carl Oscar Borg, un peintre autodidacte, ancien marin, connu pour ses illustrations du Sud-Ouest des États-Unis, que Fairbanks avait précédemment consulté pour des westerns et auquel il donne une grande liberté de création. Borg réalise « des centaines d'esquisses des décors et des personnages » avant le tournage. Sa contribution est décrite en janvier 1926 comme « la plus grande innovation cinématographique depuis l'invention du gros plan par D. W. Griffith », donnant à penser que « le scénariste du futur sera un artiste et non plus seulement un auteur ». Selon un journaliste, en « peintre brillant », il crée « tout un roman historique sur la toile dès avant le premier tour de manivelle ». Il est assisté de Dwight Franklin, considéré comme un spécialiste des pirates,.
Tandis que Borg conçoit les décors, Dwight Franklin s'occupe des costumes et du positionnement des acteurs et des figurants, préparant chaque soir des esquisses pour le tournage du lendemain. De son côté, le poète anglais Robert Nichols s'occupe de « l'orchestration du mouvement », en particulier ceux des groupes de pirates en réglant jusqu'à leurs mouvements de main,.
| Photo de tournage, île en studio. · Construction de décors de bateau. · Photo, bateau miniature remorqué. |

Il est d'abord envisagé de tourner dans l'île de Santa Catalina à proximité de Los Angeles, où d'autres tournages de films de pirates ont déjà eu lieu. Mais il ressort des premiers essais-couleur qu'il est trop difficile d'y contrôler l'effet de la lumière extérieure, le rendu chromatique étant « tout faux — les jaunes trop jaunes et les verts trop violents »,.
Pour pouvoir contrôler les effets de couleur, tous les décors conçus par Borg et son équipe et 95 % des extérieurs sont réalisés au studio Pickford-Fairbanks à Hollywood. Un bassin de 60 mètres par 60, contenant plus de deux millions et demi de litres d'eau, est construit, sur les bords duquel sont placées des hélices d'avion permettant d'obtenir des vagues d'un mètre de haut,. L'eau est colorée avec une teinte verte, afin d'éviter le rendu incertain des tons bleus. Le bleu du ciel ne pouvant être rendu de manière satisfaisante est « idéalisé » en blanc avec des touches de marron, un effet produit par des toiles pendant au plafond en bruns dégradés.
Après avoir envisagé d'adapter de vieux bateaux aux besoins du tournage, Fairbanks décide, sur la base des projets de Borg, de faire construire par une équipe de 380 personnes quatre bateaux, dont trois galions, d'une longeur de 30 à 65 mètres et une galère à 100 rames. Cette tâche est coordonnée par un spécialiste, « Doc » Wilson, qui veille à la vraisemblance des détails, telles les enfléchures de chanvre, et fait travailler des artisans européens, en particulier norvégiens. Des galions de taille réduite, manœuvrables par un seul cascadeur, sont spécialement construits, ainsi que diverses sections de bateau, montées sur des arceaux métalliques motorisés afin de simuler le tangage, pour les scènes avec des acteurs,.

### Cascades
| Page de brochure avec photo de Fairbanks torse nu. · Page illustrée de magazine. |

Les deux principaux traits du pirate incarné par Fairbanks sont, comme dans la plupart de ses films, son sourire et l'aisance avec laquelle il accomplit ses cascades. Dès les années 1910, Fairbanks est perçu comme un modèle idéal non seulement de « masculinité américaine vigoureuse »,, mais aussi d'une forme d'enthousiasme juvénile souvent rapprochée du refus de vieillir de Peter Pan,. Cette double caractérisation comme un homme chez qui les instincts et les besoins enfantins sont toujours présents et qui les cultive par la régénération physique et une morale optimiste, contribueront à faire de lui dans les années 1920 une icône culturelle américaine, dans une période où l'éducation des garçons et les modèles de comportement masculin sont remis en question par l'arrivée des femmes sur le marché du travail et la sédentarisation urbaine,,. Pour se conformer à cette image idéale de son personnage public, la communication de Fairbanks met constamment l'accent sur son « extraordinaire développement musculaire » et le fait qu'il réalise lui-même toutes ses cascades, dont il tire un grand amusement,.
| Photo de tournage, répétition duel. · Photo de tournage, répétition |

Elle insiste sur l'idée que s'il joue dans ses films, au sens ludique du terme, il n'interprète pas un autre rôle que le sien et qu'il conserve dans sa vie d'adulte (et dans les films où il se représente en tant qu'adulte) une « sauvagerie » juvénile,, caractérisée notamment par un goût pour la vie en bande, qui le conduit à aimer s'entourer « d'hommes rudes à la virilité contagieuse ».
Dans les années 1920, Fairbanks abandonne les personnages de jeune homme refusant de devenir adulte, mais choisit des thèmes tirés de la littérature enfantine et des romans d'aventure. Tout en s'inscrivant dans une situation de revanche et de filiation et en transposant dans un contexte épique prestigieux des problématiques liées à l'affirmation d'une personnalité virile héroïque, ses cascades expriment la nostalgie d'une innocence enfantine antérieure au monde du travail, visant à plaire aussi bien aux adultes qu'aux enfants en « faisant devenir vrai l'impossible ». Le Pirate noir est ainsi considéré par les critiques comme une aventure « vue à travers les yeux d'un garçon », qui « ravira les grands enfants que nous sommes », car il faudrait « ne rien avoir qui survive de l'enfance » pour ne pas en tirer du plaisir.
|  |

La primauté de Fairbanks en matière de cascades tient au soin chorégraphique apporté à la préparation et à l'innovation de ces dernières. Le Pirate noir comporte une de ses plus célèbres cascades,,, où il immobilise un bateau en se laissant glisser le long d'une voile, aidé seulement de son couteau. Selon William Everson, Fairbanks est doublé dans cette scène par Richard Talmadge. Selon d'autres sources, la cascade aurait été effectuée par Charlie Stevens ou Chuck Lewis, des amis de Fairbanks qui jouent de petits rôles dans le film. Selon Booton Herndon, Rudy Behlmer et Tracey Goessel, l'examen des chutes de la cascade permet toutefois de reconnaître Fairbanks,,. Selon Robert Parrish, Fairbanks lui aurait dit que la cascade avait été mise au point par Talmadge et qu'il l'aurait lui-même tournée. La scène a été réalisée dans un décor séparé du bateau, avec une voile inclinée, gonflée par une hélice d'avion, et des caméras également inclinées pour donner une illusion de verticalité. La voile était prédécoupée et le couteau, du côté de la voile invisible à l'écran, sur un filin et équilibré par un contre-poids, tandis que Fairbanks était protégé par un harnais et du ruban adhésif, selon un dispositif conçu par son frère Robert, le producteur du film. Léon Moussinac dans L'Humanité considère cette scène comme « la seule prise de vue à retenir » d'un film « stupide […] atrocement aggravé par une coloration des images qui n'est pas assez franche pour s'imposer et qui est assez forte pour nous faire regretter le jeu du blanc et du noir »,.
En revanche le critique John Grierson, dans une chronique intitulée « Le Pirate rose », publiée en 1926, estime que l'atmosphère légère et le soin extrême apporté aux effets visuels, qui fonctionnaient bien dans Le Voleur de Bagdad, portent préjudice au Pirate noir qui n'est pas aussi sombre et brutal que devrait l'être un film consacré à des pirates et verse au contraire dans une joliesse féérique appliquée qui « éviscère » le film. Selon lui, Fairbanks virevolte dans les gréements « un peu trop joliment » et ses nageurs de combat font penser à « un groupe de fées nageant sous la lune », une comparaison dont Jeffrey Vance ajoute qu'elle est dépourvue de connotation homosexuelle, le Pirate noir et ses compagnons nageurs étant des représentants « innocents » de la « masculinité de Fairbanks ». Il se réfère là à une autre scène remarquée du film, « inoubliable et ressemblant à un rêve », une cinquantaine de soldats nagent sous l'eau en formation. La scène a en réalité été tournée à l'envers et à sec, dans un décor peint, chacun des figurants étant suspendu par un filin en corde à piano et tenant dans la bouche un tuyau dont tombent de petites balles et des plumes qui, une fois le film retourné, donnent l'illusion de bulles d'air,,,. Selon Henri Diamant-Berger, cette séquence « mérite de demeurer parmi les classiques du cinéma ».

## Exploitation

### Distribution

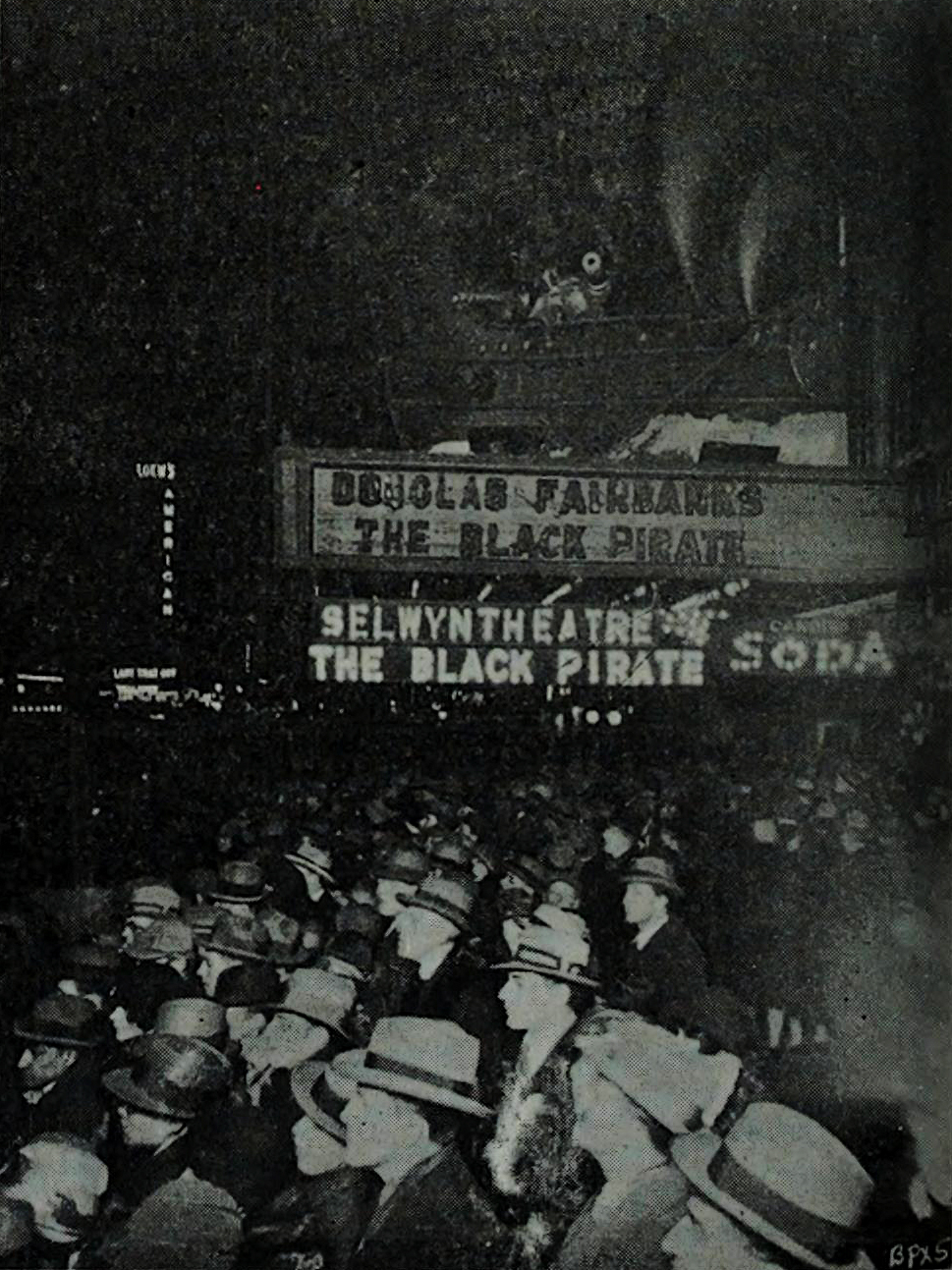
Foule devant le théâtre Selwyn de New York le soir de la première.

La première du film a lieu le 8 mai 1926, simultanément au cinéma Tivoli de Londres, en présence de Robert Fairbanks, de têtes couronnées et de « critiques parisiens éminents »,,, et à New York au théâtre Selwyn, en présence de Doug, de Mary et, à l'extérieur, d'une foule que la police contient difficilement,,,. Cette première new-yorkaise est précédée d'une campagne promotionnelle constituée notamment d'une chasse au trésor, organisée avec le quotidien The Evening World, et d'une diffusion radiophonique de la musique d'accompagnement du film, complétée par une interview de Fairbanks. La mise en scène de la première diffusion au Selwyn, introduite par une interprétation de la chanson Quinze Marins suivie de l'invitation par une voix sépulcrale à se transporter en pensée au temps des pirates, est relevée dans le New York Times et le Moving Picture World.
| Photo de presse, queue de spectateurs un soir de gala. · Photo d'un modèle réduit de bateau devant un cinéma. |

Après neuf semaines, l'exclusivité donnée au Selwyn prend fin. L'exploitant Sid Grauman en profite pour donner une « première sur la côte ouest » le 14 mai 1926 à l'Egyptian Theatre d'Hollywood, et créer un évènement en couplant le lancement du film avec celui de Mary Pickford, Les Moineaux. Palliant ingénieusement l'absence de Doug et de Mary, en vacances en Europe, Grauman organise un évènement à succès qui attire une foule importante,, dont le tarif élevé est justifié par l'ajout, avant la projection des deux films, de « préludes » dansés et chantés, dans des décors évoquant ceux du film,,. En outre, le début est accompagné de bruitages provenant de sous les sièges des spectateurs,.
| - Publicité japonaise. - Article coréen. |

La distribution nationale commence fin mai 1926, soutenue par de bonnes critiques et l'effet de nouveauté du Technicolor. Le Pirate noir est élu l'un des dix meilleurs films de 1926 et l'un de ceux qui font le plus d'entrées en 1927. À la fin de 1927, les recettes de son exploitation américaine s'élèvent à 1 730 000 dollars,. Au total, 416 copies sont commandées à Technicolor qui met un an à les livrer. Toutefois, en raison des coûts importants, s'élevant à 847 000 dollars, dont 170 000 dollars pour le tirage Technicolor trois fois plus cher que celui en noir et blanc, le film est un des moins rentables de ceux produits par Fairbanks, dépassé seulement sur ce plan par le coûteux Voleur de Bagdad,.
Sur le plan international, la distribution du film tire parti du statut de « star planétaire » de Fairbanks et du succès de ses précédents films de cape et d'épée. Il est ainsi en 1926 une des stars les plus populaires en Corée, avec pour effet que les droits de distribution de ses films atteignent des niveaux records. Les droits de première exclusivité du Pirate noir à Séoul donnent lieu à une compétition retentissante entre exploitants et à l'intervention de la police avant d'être attribués au cinéma Dansungsa pour le public de langue coréenne et au cinéma Ogonkan pour celui de langue japonaise. Le film rencontre aussi un très grand succès en Inde,,.

### Problèmes techniques
| Coupure de presse en anglais. · Coupure de presse en anglais. |

Alors que la projection des premières avait été supervisée par des opérateurs spécialisés, de nombreuses difficultés apparaissent lors de la projection dans des salles ordinaires, notamment parce que les projectionnistes, après avoir diffusé des bandes d'actualité en noir et blanc, s'abstiennent de modifier le réglage de leur projecteur en dépit des recommandations que leur diffuse Technicolor pour éviter des problèmes liés à des erreurs de manipulation,,.
Le procédé de double émulsion ne pose pas seulement des problèmes de réglage de la netteté de la projection. La pellicule est plus sujette à des égratignures et à des problèmes de malfaçon, telles des bulles d'air entre les deux bandes encollées qui créent un flou. En outre, les variations hygrométriques et la contraction engendrée par la chaleur dégagée par les lampes à arc des projecteurs, créent des incurvations (cupping) qui empêchent la mise au point et parfois des décollements de la pellicule qui la rendent inutilisable. Il est alors nécessaire de renvoyer ces films au laboratoire Technicolor de Boston pour les remettre en état, voire de préparer des copies de remplacement et de les rendre rapidement disponibles en tous lieux,. Kalmus résume : « le film rencontrait un grand succès mais nos ennuis n'en finissaient jamais ». Ces déboires ont l'effet contraire de celui escompté par Technicolor, le succès commercial faisant apparaître l'échec technique. Ils suscitent une appréhension de la part des studios et par conséquent une contraction du carnet de commandes de Technicolor.
| Schéma de machine. · Photogramme couleur. |

Le procédé à deux bandes collées utilisé pour produire Le Pirate noir n'était pas conçu par Technicolor comme la meilleure solution possible, mais comme une étape dans un processus progressif devant conduire à la superposition de plusieurs couches de couleur sur un seul film. Pour y parvenir, les ingénieurs avaient décomposé le problème en plusieurs aspects, d'abord la production de matrices tannées, collées entre elles dans un premier temps (Technicolor 2), puis dans un second temps l'imbibition des reliefs par des colorants et leur transfert par décharge hydrotypique sur un film neutre revêtu d'une couche de gélatine mordancée (Technicolor 3),,,. À la différence du Technicolor 2, les deux positifs obtenus par la séparation effectuée par le prisme situé derrière l'objectif ne sont pas destinés à être colorés, mais durcis, de manière à former des « matrices » permettant, à l'instar du procédé lithographique, l'impression sur un support neutre. Le principe de ce procédé est découvert par des ingénieurs de Technicolor avant 1925, mais un désaccord avec Kalmus, entraînant une scission au sein de la société, retarde la mise au point du procédé, qui n'est donc pas utilisable pour la sortie du Pirate noir. Toutefois, le désir de répondre aux demandes de Fairbanks et surtout de le satisfaire assez pour obtenir le marché de son prochain film pousse les dirigeants de Technicolor à hâter le développement d'un procédé par imbibition. Fairbanks est en particulier préoccupé par le manque de netteté de l'image couleur. Il envisage de pallier le problème en augmentant la puissance lumineuse des projecteurs, mais constate que, si cette solution permet effectivement d'améliorer la profondeur de champ, elle augmente plus qu'il ne le souhaite l'intensité de la couleur. Le problème est résolu par l'impression en imbibition et l'ajout d'un « colorant noirci » (blackened dye), c'est-à-dire d'une troisième passe ajoutant une « silhouette » noire. Kalmus souligne la supériorité de cette impression en trois couches : « Les tons de chair ont plus de douceur, plus de couleur et il n'y a plus d'excès de ton rouge. » Il relève également la « très grande différence dans la clarté de l'expression du visage […] l'absence de grain, la régularité des textures et une apparence de contraste et de clarté très satisfaisantes ».
Le Pirate noir a été exploité assez longtemps pour que des copies en Technicolor no 2 aient coexisté avec d'autres en Technicolor no 3. Ce dernier procédé permettant une meilleure conservation des couleurs, la subsistance de telles copies donne aujourd'hui de précieuses indications pour apprécier les couleurs d'origine, les copies subsistantes en Technicolor no 2 étant inexploitables ou très dégradées.

## Suites

### Fairbanks et le Technicolor
| Facsimilé de publicité de presse |

En février 1927, Fairbanks envisage de tourner un nouveau film qui deviendra Le Gaucho. Il se demande si le sujet exige la couleur, à l'instar de la piraterie. Désireux d'obtenir un nouveau contrat, Herbert Kalmus et ses collaborateurs s'efforcent de lui démontrer que le nouveau procédé par imbibition résout tant les problèmes de fragilité des copies que ceux de réglage des couleurs, grâce à l'impression d'une couche noire qui permet de moduler au tirage la tonalité des couleurs. Fairbanks fait tourner plus de 3 000 mètres d'essais-couleur dans quatre tonalités différentes et se montre prêt à exploiter une palette chromatique plus large que celle du Pirate noir. Mais en juin 1927, il décide de n'utiliser la couleur que pour une scène de prologue et une scène de miracle, le procédé lui semblant conférer de la dignité à la représentation de la Vierge interprétée par Mary Pickford. Deux semaines avant la première, il change encore d'avis et renonce complètement à la couleur, considérant que « le mélange de médias est fondamentalement de mauvais goût ». Le prologue en Technicolor est toutefois conservé pour la première mondiale, au Grauman's Chinese Theatre, et pour la première new-yorkaise, au Liberty Theatre.
En 1929, après l'apparition du parlant, Fairbanks décide de tourner avec Mary Pickford La Mégère apprivoisée, le seul film dont ils sont ensemble les acteurs principaux, qui est aussi leur premier film parlant. Le film est d'abord conçu et annoncé comme devant être parlant et en couleurs,. À cette époque, toutefois, le procédé Technicolor est devenu plus recherché et le faible nombre de caméras disponibles ne permet d'envisager qu'une scène à la fin du film, pour laquelle un test est réalisé. En raison des difficultés de planning créées par la forte demande de Technicolor sur d'autres tournages, Fairbanks et Pickford y renoncent.
Pour pallier l'impossibilité d'utiliser le Technicolor, Fairbanks et Pickford choisissent de tourner en Sonochrome, une pellicule monochrome pré-teintée que Eastman Kodak vient à peine de commencer à commercialiser avec l'argument que le colorant ne masque pas la bande-son, et dont la teinte unique, choisie dans un catalogue qui en compte dix-huit, est censée donner à ce film une « chaleureuse atmosphère italienne ». Le Sonochrome s'avère être un cul-de-sac technique et un échec commercial, mais Joshua Yumibe note que l'argument de la « conscience couleur » mis en avant pour sa promotion, quand bien même ancré dans des conceptions archaïques de la valeur morale des couleurs héritée de Goethe,, sera repris quelques années plus tard par Natalie Kalmus pour la promotion du Technicolor.

### Le Technicolor et les films de pirates
| Photographie d'exploitation retouchée. |

Le Pirate noir sert de « modèle caché » au film Les Vikings (1928) de Roy William Neill. Ce dernier, qui évoque des pirates Vikings du Moyen-Âge, partage avec celui de Fairbanks le même scénariste, Jack Cunningham, le même chef décorateur, Carl Oscar Borg, le même directeur de production, Ted Reed, et deux de acteurs principaux, Donald Crisp et Anders Randolf. Il est produit par Technicolor pour un budget de 325 000 dollars afin de prouver la supériorité du procédé par imbibition, tant pour les couleurs que pour le comportement de la pellicule. C'est aussi le premier long métrage en couleurs accompagné d'une bande-son musicale,. Herbert Kalmus dirige de près tous les aspects de la production et le contrôle de la couleur est supervisé par son ex-épouse Natalie. Plusieurs auteurs estiment que le film pourrait être surnommé « Le Pirate blanc » tant il est imprégné d'un « romantisme nordique », accentué par les emprunts à Richard Wagner de la bande-son, la tenue de Valkyrie de l'héroïne et les contrastes frappants de couleurs,, au service d'un discours « racialisé » sur l'histoire du peuplement des États-Unis. Le film ne rencontre qu'un succès restreint, à l'exception des communautés d'origine scandinave, ce qu'Herbert Kalmus impute à la préférence du public américain pour les visages glabres alors que les longues moustaches, comme celle portée par Donald Crisp dans le film, parfois y « remplissent tout l'écran ».
Plusieurs autres films attestent du lien particulier entre les pirates et la couleur au cinéma dont Fairbanks a l'intuition. En particulier, Le Cygne noir, un film à gros budget de 1942, inspiré d'un roman de Sabatini, reçoit un oscar pour son utilisation du Technicolor trichrome (Technicolor no 4), donnant des couleurs saturées aux couchers de soleil et à la chevelure rousse de Maureen O'Hara. Ce film permet, grâce au Technicolor trichrome, de faire valoir les trois couleurs de « signification spéciale » pour le film de pirates en tant que genre, le bleu, le noir et le rouge. Il inaugure une deuxième vague d'association du procédé Technicolor au thème des pirates, qui connaît une forme d'achèvement avec Le Corsaire rouge de 1952, plus « carnavalesque » et moins « flamboyant », mais où plusieurs critiques ont relevé la proximité entre les acrobaties de Burt Lancaster et celles de Fairbanks, ainsi que le clin d’œil d'une scène sous-marine. Après ce dernier, le genre du film de pirates en couleurs connaît un déclin, pour des raisons de budget, de changement d'attentes des spectateurs, mais aussi de monotonie.